# Jodeci
Jodeci é uma banda estadunidense de R&B, soul e new jack swing. O grupo consiste em duas famílias de irmãos: Cedric & Joel Hailey e Donald & Dalvin DeGrate.

## Discografia
- Forever My Lady (1991)
- Diary of a Mad Band (1993)
- The Show, the After Party, the Hotel (1995)
- From The Heart (1999){Remix Compilation}